# Catalán (cratère)
Catalán est un cratère d'impact situé sur la face visible de la Lune à proximité du limbe sud-ouest, à l'ouest du cratère Baade et au sud-sud-est du cratère Graff. Son diamètre est d'environ 25 km. Il est nommé en l'honneur du spectroscopiste espagnol Miguel Catalán (1894–1957).
La zone où se trouve Catalán appartient au pourtour de la couverture d'éjectas qui entoure le bassin d'impact de Mare Orientale, et la surface autour de Catalán est accidentée et striée. Le cratère lui-même est de forme générale circulaire mais quelque peu irrégulier. Son rebord présente des arêtes vives et peu de manifestations de l'érosion. Certaines sections du mur intérieur semblent s'être effondrées au nord et au sud-est, formant des encoches dans le rebord. À l'intérieur du cratère le sol est rugueux et irrégulier, sans pic central.
À l'ouest de Catalán se trouvent deux cratères satellites, Catalán A et Catalán B (plus petit), et au nord-ouest Catalán U. Tous trois sont en forme de bol avec un rebord net, peu émoussé.